# Нельмач
Нельма́ч (рос. Нельмач) — село у складі Парабельського району Томської області, Росія. Входить до складу Заводського сільського поселення.

## Населення
Населення — 310 осіб (2010; 399 у 2002).
Національний склад (станом на 2002 рік):
- росіяни — 78 %